# Ялувка (гміна Міхалово)
Ялувка (пол. Jałówka) — село в Польщі, у гміні Міхалово Білостоцького повіту Підляського воєводства.
Населення — 305 осіб (2011).
У 1975-1998 роках село належало до Білостоцького воєводства.

## Демографія
Демографічна структура станом на 31 березня 2011 року:
|          | Загалом | Допрацездатний вік | Працездатний вік | Постпрацездатний вік |
| -------- | ------- | ------------------ | ---------------- | -------------------- |
| Чоловіки | 151     | 15                 | 88               | 48                   |
| Жінки    | 154     | 13                 | 66               | 75                   |
| Разом    | 305     | 28                 | 154              | 123                  |